# Donkere coronamot
De donkere coronamot (Anania perlucidalis) is een vlinder uit de familie van de grasmotten (Crambidae). De wetenschappelijke naam van deze soort is voor het eerst voorgesteld als Pyralis perlucidalis door Jacob Hübner in een publicatie uit 1809. De spanwijdte van de vlinder bedraagt tussen de 21 en 23 millimeter. 

## Verspreiding
De soort komt voor in vrijwel geheel Europa met uitzondering van IJsland, Ierland, het Iberisch schiereiland en het zuidelijk deel van de Balkan. Daarnaast komt de donkere coronamot voor in Turkije en Siberië.

### Voorkomen in Nederland en België
De donkere coronamot is in Nederland en in België een schaarse soort. De soort is in België voor het eerst gevangen in 1910 en in Nederland in 1946, maar heeft zich daarna over vrijwel het hele gebied verspreid. 

## Biologie
De soort kent één generatie die vliegt van eind mei tot in augustus. De soort overwintert als rups.

## Waardplanten
De donkere coronamot heeft moesdistel en vederdistel als waardplanten.